# San Martín de Moncayo
San Martín de Moncayo är en ort i Spanien.   Den ligger i provinsen Provincia de Zaragoza och regionen Aragonien, i den nordöstra delen av landet, 220 km nordost om huvudstaden Madrid. San Martín de Moncayo ligger 815 meter över havet och antalet invånare är 290.
Terrängen runt San Martín de Moncayo är kuperad åt nordost, men åt sydväst är den bergig. Runt San Martín de Moncayo är det mycket glesbefolkat, med 2 invånare per kvadratkilometer. Närmaste större samhälle är Tarazona, 9,2 km nordost om San Martín de Moncayo. I omgivningarna runt San Martín de Moncayo växer i huvudsak blandskog.